# Dawesplanen

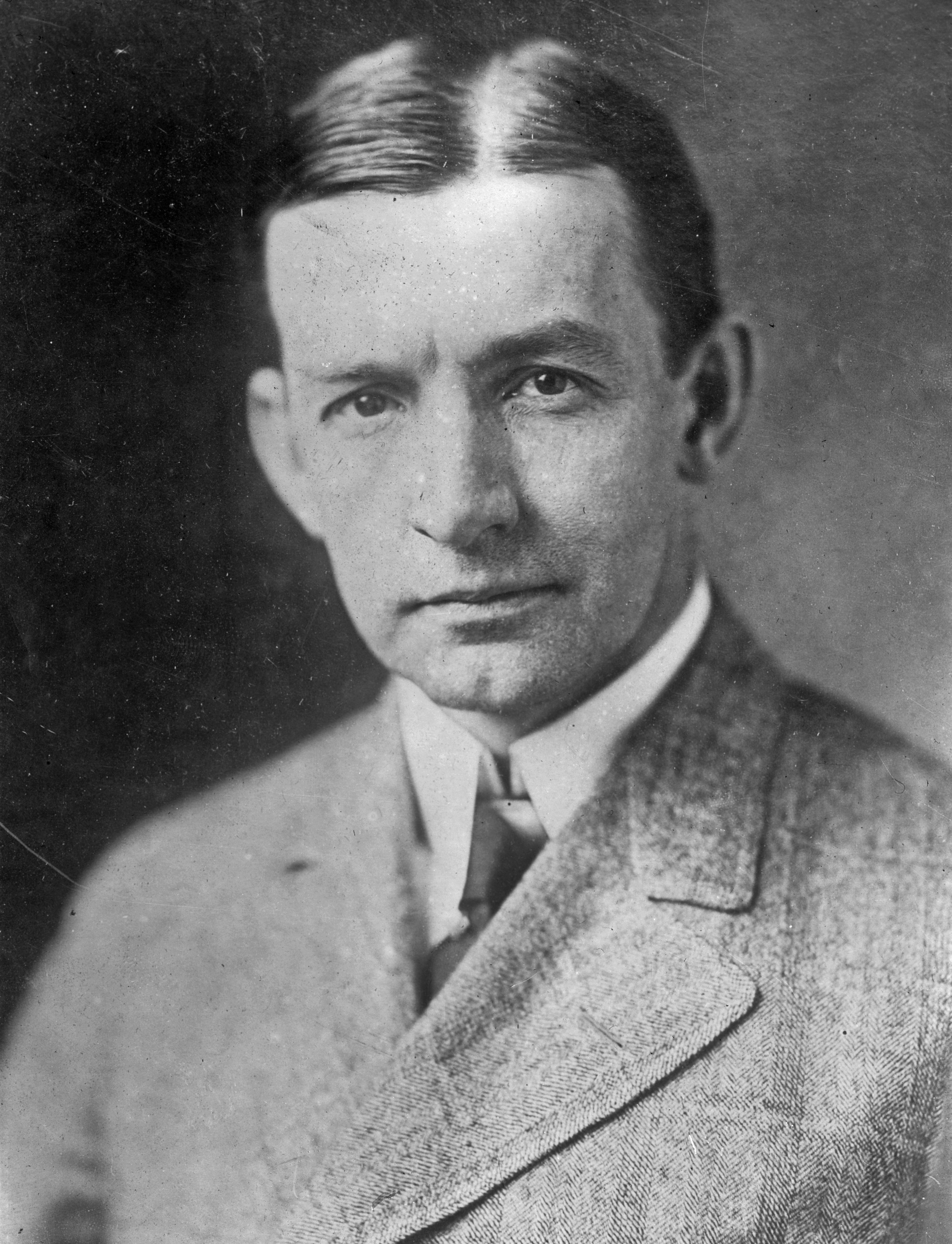
Charles Dawes

Dawesplanen, uppkallad efter den amerikanske politikern Charles G. Dawes, var en plan presenterad 16 augusti 1924, i syfte att reglera  krigsskadeståndet Tyskland förelagts att betala för första världskriget enligt Versaillesfreden.
En konsekvens av den kraftiga inflationen i Weimarrepubliken var att det blev omöjligt för Tyskland att betala krigsskadeståndet för första världskriget. Kunde inte Tyskland betala sin skuld till segrarmakterna Frankrike och Storbritannien så kunde de i sin tur inte betala sina lån till USA. För att avhjälpa detta accepterades den så kallade Dawesplanen:
1. De franska trupperna drog sig tillbaka från Ruhrområdet.
2. Tyskland beviljades penninglån utomlands.
3. Privat amerikanskt kapital investerades i Tyskland.

Genomförandet av Dawesplanen grundade ett visst välstånd, och missnöjespartierna förlorade många av sina anhängare. Välståndet vilade emellertid på bräcklig grund eftersom det i stor utsträckning förorsakats av lån. 1928 begärde Gustav Stresemann upprättande av en ny plan, och följande år upprättades den så kallade Youngplanen.